# Vivattnet
Vivattnet är två varandra näraliggande sjöar mellan Vojmsjön och Långvattnet, Lappland i Stensele socken och Storumans kommun:
- Vivattnet (Stensele socken, Lappland, 722732-152888), sjö i Storumans kommun, 65°08′46″N 16°25′17″Ö / 65.1461°N 16.4213°Ö (23,7 ha)
- Vivattnet (Stensele socken, Lappland, 722658-152908), sjö i Storumans kommun, 65°08′23″N 16°25′17″Ö / 65.1398°N 16.4214°Ö (37,9 ha)